# Dambrin
Dambrin est une localité située dans le département de Séguénéga de la province du Yatenga dans la région Nord au Burkina Faso.

## Santé et éducation
Les centres de soins les plus proches de Dambrin sont le centre de santé et de promotion sociale (CSPS) et le centre médical avec antenne chirurgicale (CMA) de Séguénéga.
En 2013, un imbroglio sur le site d'implantation d'une école primaire publique de trois classes a lieu entre les villages de Dambrin et de Koura, impliquant les autorités de Séguénéga (le maire et certains conseillers), les chefs de villages, et les ministères de l'Éducation nationale et de l'Économie et des finances,. L'école est finalement construite à Koura.